# Drepanulatrix ella
Drepanulatrix ella là một loài bướm đêm trong họ Geometridae.